# Полищук, Валериан Львович
Валериан Львович Полищук (укр. Валер'я́н Льво́вич Поліщу́к; 19 сентября (1 октября) 1897, с. Бильче Волынской губернии — 3 ноября 1937, урочище Сандармох, Карелия) — украинский советский писатель, поэт, критик, публицист и теоретик литературы.

## Биография
Из крестьян. В 1917 поступил в Петербургский институт гражданских инженеров, но, увлекшись литературой, перешёл на историко-филологический факультет Каменец-Подольского украинского университета.
В 1918 возглавлял Боремельский волостной земельный комитет в Дубенском уезде на Волыни, работал в газете «Народная воля», был секретарём журнала «Шлях».
С 1919 года — член украинской партии эсеров-боротьбистов. Тогда же стал секретарём газеты «Республіканець» в Екатеринославе. Участник восстания Директории УНР против гетмана Скоропадского, был интернирован, позже редактировал в Каменец-Подольском журнал «Нова думка» (1920). В 1920 вернулся в Киев, сотрудничал с газетой «Більшовик». В 1921 году переехал в Харьков, работал в газетах «Крестьянская правда», «Известия». Публиковался в журнале «Глобус».
Был в творческих командировках во Франции, Германии, Чехословакии, Скандинавии.
В. Полищук с 1923 г. принадлежал к литературной организации украинских пролетарских писателей «Гарт», в 1925 основал в Харькове модернистскую группу литераторов «Авангард», которая отстаивала программу конструктивного динамизма (по ней поэзии надлежало воспевать модерн цивилизации и мир технической революции). Однако Полищук преодолевал пределы сугубо авангардистских постановлений. И поэтому в его творчестве находим поэтические пейзажи («Сверчки», «Лан», «Нуга») из сборника «Радио во ржи» (1923), которые по своей музыкальности и глубокому чутью, возможно даже не уступают Тычине.
В Харькове жил в доме «Слово».
В конце 1934 года, вместе с несколькими украинскими литературными деятелями был обвинен в принадлежности, к так называемому, Центру антисоветской боротьбистской организации и арестован. Был под следствием НКВД по делу «боротьбистов».
На закрытом заседании выездной сессии Военной коллегии Верховного Суда СССР 27-28 марта 1935 Полищуку был вынесен приговор: 10 лет заключения в концлагерях ГУЛАГа. Из заключения не вышел. Позже на заседании особой тройки УНКВД Ленинградской области дело было пересмотрено, и по решению от 9 октября 1937 Полищук был приговорён к высшей мере наказания — расстрелу. Приговор приведён в исполнение 3 ноября 1937.

## Творчество

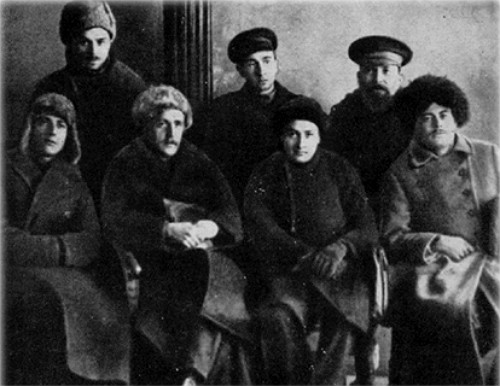
Литературная группа «Гарт» (1923 год). Сидят слева направо: В. Сосюра, В. Блакитный, В. Полищук, Майк Йогансен. Стоят: М. Хвылевой, В.Коряк, В. Радыш

В 1919 г. под влиянием реалий гражданской войны издал поэму «Сказание давнее о том, как Ольга Коростень сожгла», написанную по мотивам известной летописи. Личное знакомство и общение с Павлом Тычиной побудило Валериана Полищука пересмотреть подход к собственным стихам. Занялся поисками новых художественных приёмов в лирике.
Ранний Валериан Полищук декларировал «неореализм пролетарского содержания, вырастающий из революционного романтизма», мечтал создать синтетическое искусство, в котором бы гармонично сочетались все существующие течения. В то же время в своем порыве к синтетическому искусству, искусству революционного динамизма, он отстаивал идею искусства универсального, вне времени и пространства («искусство не зависит от места или нации, которая его создала»). Такую надежду он возлагал на альманах «Гроно» (1920), который по его мнению мог быть попыткой «хотя бы немного приблизиться к тому истинному пути» в искусстве, который бы отвечал духовной структуре «нашего времени больших социальных сдвигов».
Стремясь поднять поэтическое слово до уровня запросов современности, поэт большие надежды возлагал на верлибр, как единственную стихотворную систему, способную передать стремительную ритмику нового времени. Стихотворные верлибры составили основу первого сборника Полищука «Солнечная мощь» (1920), которым он впервые по-настоящему заявил о себе.
В. Полищук — прозаик, критик и теоретик литературы. Отдельными изданиями вышли в свет более 50 его книг, среди которых самые заметные — «Книга восстаний» (1922), «Ленин» (1922), «Дума про Бурмашиху» (1922), «Раскол Европы» (1925), «Пульс эпохи» (1927), «Григорий Сковорода» (1929) и другие. Некоторые произведения Полищука подвергались в советской прессе критике за шовинизм (стихи в сборнике "Авангард" № 3, 1929 г.).

## Избранные произведения
- Сказання давнєє про те, як Ольга Коростень спалила (Лиро-поэма). — Екатеринослав, 1919.
- На полях. Батькові і матері. — Київ, 1920.
- Соняшна міць. Поезії 1920 року. — Київ, 1920.
- Чотири мініятюри. — Київ, 1920.
- Вибухи сили. Поезії 1921 року. — Київ-Екатеринослав, 1921.
- Як писати вірші (Практичні поради для початку). — Харків, 1921.
- Дума про Бармашиху. — Харків, 1922; 2-ге вид. — Київ, 1931.
- Книга повстань. Поезії 1919—1921 років. — Харків, 1922.
- Ленін. — Харків, 1922; 2-ге вид. — Харків, 1923; рус. пер. — Харьков, 1923.
- Ярина Курнатовська (Ритмований роман). — Харків, 1922.
- Адигейський співець. — Харків, 1923; рус. пер. «Адыгейский певец» — Харьков, 1928; белорус. пер. «Адыгейскі пясьняр» — Менск, 1929.
- Капітан Шредер. — Харків, 1923.
- Радіо в житах. Поезії. 1922—1923. — Харків, 1923.
- Дівчина. — Харків, 1924; 2-ге вид. — Харків, 1925.
- Жмуток червоного. Збірка поезій 1923—1924 рр. — Харків, 1924.
- Сміло в ногу. — Харків, 1924
- Громохкий слід. Поезії. 1922—1924. — Харків, 1925.
- Европа на вулкані. — Харків, 1925.
- 15 поем. 1921—1924. — Харків, 1925.
- Роскол Европи. Художньо-соціальні та побутові нариси. — Харків, 1925.
- Червоний поток. Роман. 1924—1925. — Харків, 1926.
- Літературний авангард. Перспективи розвитку української культури, полемика і теорія поезії. — Харків, 1926.
- Бездрик Кумедник та Комашка Горупашка. — Харків, 1926.
- Геніальні кристали. — Київ, 1927.
- Металевий тембр. Поезії індустріальної доби. — Харків, 1927.
- Остання війна. Збірка військових поезій. — Харків, 1927.
- Пульс епохи. Конструктивний динамізм, чи войовниче назадництво. — Харків, 1927.
- Козуб ягід. Оповідання, афоризми, бризки мислі й творчості, стежки думок і алегорії людини, яку життя приперчило. — Харків, 1927.
- Господаримо. — Харків, 1928.
- Григорій Сковорода. Біографічно-ліричний роман з перемінного болісного та веселого життя українського мандрівного філософа. — Харків, 1929.
- Електричні заграви. Найновіші поезії. — Харків, 1929.
- Книга повстань. Вид. 2-е, доп. Т. 1. Ч. 1. Поезії 1917—1921 років. — Харків, 1929.
- Зеніт людини. — Харків, 1930.
- Прометей і людство. Оновлена легенда. — Харків, 1930.
- Роден і Роза. — Харків, 1930.
- Мудрий слон. — Харків, 1930.
- Рейд у Скандинавію. — Харків, 1931.
- Повість металу й вугілля. Книжка про Донбас. — Харків, 1931.
- Пригода. Поема для дітей. — Одеса, 1931.
- Зелений шкідник. — Харків, 1933.
- Шпаченя. — Харків, 1933.
- Що їх врятувало. Книга для дітей. — Харків, 1933.

### Издания в русском переводе
- Избранное : Стихотворения и поэмы. — М., 1958.